# Център за византийски изследвания (Солун)
Центърът за византийски изследвания (на гръцки: Κέντρο Βυζαντινών Ερευνών) е гръцка научна организация в град Солун, Гърция.
Има за цел изследването и популяризирането на византийската история, култура и цивилизация. Има пет научни отдела – история, археология и изкуство, литература, богословие и право. Центърът предлага различни възможности за изследвания на млади учени и специалисти от гръцки и чуждестранни институции. Организира изследователски програми, семинари, научни конференции, публикува резултатите на различни научни проекти. Официалният печатен орган на Центъра е списание „Византина“.
Центърът е основан от група учени от Филологическия факултет на Солунския университет в 1966 година в Солун. От 1988 година Центърът се помещава в Осман Али бей вила на булевард „Василиса Олга“ № 36 в солунския квартал Пиргите.